# Nuortta Sávllo
Nuortta Sávllo (lulesamiska), även stavat Nuort Saulo; norska: Nordre Saulo, är ett fjäll på gränsen mellan Saltdal kommun i Norge och Arjeplogs kommun i Norrbottens län i Sverige. Toppunkten har en höjd på 1768 meter över havet. Gränsen mellan Sverige och Norge passerar cirka 80 meter väster om högsta toppen och utgör där den svensk-norska gränsens högst belägna punkt, drygt 1750 m ö.h.. 
Fjällets primärfaktor på 1038 meter är bland de 100 högsta i Skandinavien.
Cirka 350 meter norr om toppen ligger en lägre topp på den norska sidan med 1756 meters höjd. På norra sluttningen av dalen mellan de två topparna, ligger riksröse 236Aa (1679 m ö.h.).

På svensk sida, cirka 10 km söder om Nuortta Sávllo, ligger Årjep Sávllo (dvs Södra Saulo) på 1715 m ö.h. som har tre toppar. 

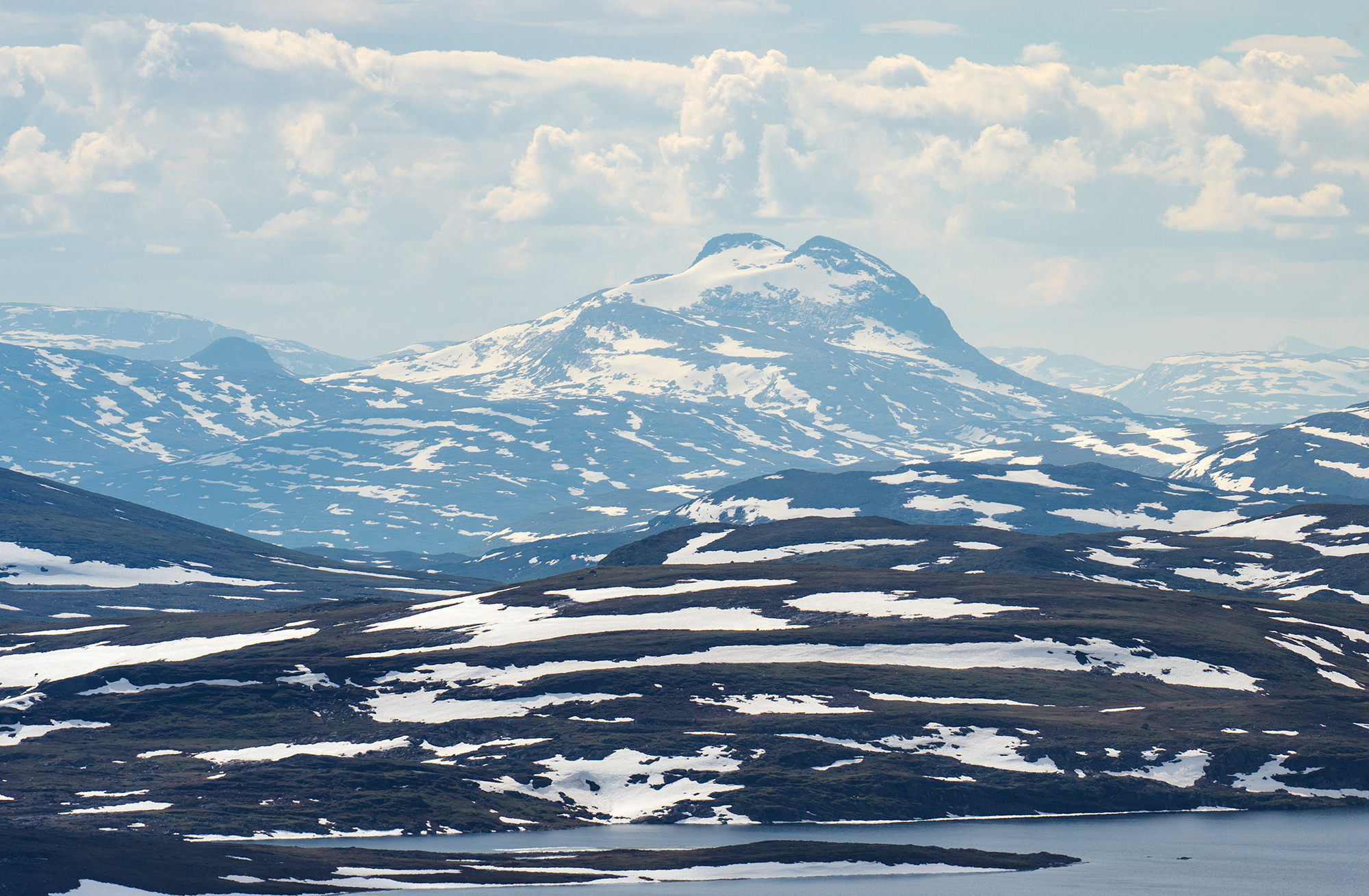
Nuortta Sávllo. Den högra 1756 m höga toppen ligger helt i Norge. Den vänstra 1768 m höga toppen ligger till största delen i Sverige. Vy mot SV.

## Fotnoter
1. ↑  141 015 125 316/http://www.kartverket.no/Kunnskap/Fakta-om-Norge/Hoyeste-fjelltopp-i-kommunen/Tabell/ ”Kartverket - Høyeste fjelltopp i hver kommune”. Arkiverad från originalet den 2 014−10−15. https://web.archive.org/web/20 141 015 125 316/http://www.kartverket.no/Kunnskap/Fakta-om-Norge/Hoyeste-fjelltopp-i-kommunen/Tabell/.
2. ↑  ”Min Karta - Nuortta Sávllo”. https://minkarta.lantmateriet.se/?e=552028&n=7429721&z=10&profile=karta&background=1&boundaries=false&name=Nuortta%20S%C3%A1vllo.